# Yacuiba

Yacuiba é uma cidade do sul da Bolívia, capital da província de Gran Chaco, departamento de Tarija. Está localizada a 3 km da fronteira com a Argentina. De acordo com o censo realizado em 2001, a cidade possuía 64.611 habitantes, a população estimada em 2005 era de 80.486 habitantes.
Yacuiba está localizada entre 620 e 680 metros de altitude.
A cidade possui conexão direta por estrada com as cidades de Tarija e Santa Cruz de la Sierra. Possui também um aeroporto internacional.